# PRIDE Final Conflict 2005
PRIDE Final Conflict 2005 je bila manifestacija borbi mješovitih borilačkih vještina organizirana od strane PRIDE Fighting Championships organizacije. Događaj se održao 28. kolovoza 2005. godine u Saitama Super Areni u Saitami, Japan.
Ova manifestacija je sadržavala polufinalne i finalu borbu PRIDE 2005 Grand Prixja (srednjeteška kategorija). Mauricio "Shogun" Rua je pobjednik ovog turnira.
Turnir je počeo 23. travnja 2005. godine na PRIDE Total Elimination 2005 manifestaciji, te se nastavio na PRIDE Critical Countdown 2005 manifestaciji.

## Borbe
| Razlog borbe                            | Pobjednik         | Poraženi          | Razlog pobjede              | Runda/vrijeme |
| --------------------------------------- | ----------------- | ----------------- | --------------------------- | ------------- |
| Neturnirska borba                       | Igor Vovchanchyn  | Kazuhiro Nakamura | Odluka sudaca (Jednoglasna) | 2/5:00        |
| Polufinale                              | Ricardo Arona     | Wanderlei Silva   | Odluka sudaca (Jednoglasna) | 2/5:00        |
| Polufinale                              | Mauricio Rua      | Alistair Overeem  | Tehnički nokaut (Udarci)    | 1/6:42        |
| Neturnirska borba                       | Fabricio Werdum   | Roman Zentsov     | Predaja (Poluga na ruci)    | 1/6:02        |
| Neturnirska borba                       | Hidehiko Yoshida  | David Abbott      | Predaja (Gušenje)           | 1/7:40        |
| Borba za titulu prvaka teške kategorije | Fedor Emelianenko | Mirko Filipović   | Odluka sudaca (Jednoglasna) | 3/5:00        |
| Finale                                  | Mauricio Rua      | Ricardo Arona     | Nokaut (Udarci)             | 1/2:54        |

## Vanjske poveznice
PRIDE FC  Arhivirana inačica izvorne stranice od 11. lipnja 2007. (Wayback Machine)